# عثمان الناصري
عثمان الناصري مواليد 1 يناير 1981 في الدار البيضاء بالمغرب، هو منتج، كاتب سيناريو، ومخرج مغربي معروف بفيلم ساجا، الرجال الذين لا يعودون أبدا (SAGA, l'histoire des hommes qui ne reviennent jamais) الذي أخرجه سنة 2013.

## وصلات خارجية
- عثمان الناصري على موقع IMDb (الإنجليزية)
- عثمان الناصري على موقع ألو سيني (الفرنسية)
- عثمان الناصري على موقع allocine.fr